# GNAO1
GNAO1, Guanin nukleotid-vezujući protein G(o), podjedinica alfa, je protein koji je kod čoveka kodiran GNAO1 genom.

## Interakcije
Za GNAO1 je bilo pokazano da interaguje sa RGS20, ,  i RGS5.

## Literatura
- Raymond JR; Mukhin YV; Gelasco A;  . (2002). „Multiplicity of mechanisms of serotonin receptor signal transduction.”. Pharmacol. Ther. 92 (2-3): 179—212. PMID 11916537. doi:10.1016/S0163-7258(01)00169-3.
- Coupry I, Duzic E, Lanier SM (1992). „Factors determining the specificity of signal transduction by guanine nucleotide-binding protein-coupled receptors. II. Preferential coupling of the alpha 2C-adrenergic receptor to the guanine nucleotide-binding protein, Go.”. J. Biol. Chem. 267 (14): 9852—7. PMID 1349607.
- Denker BM, Neer EJ, Schmidt CJ (1992). „Mutagenesis of the amino terminus of the alpha subunit of the G protein Go. In vitro characterization of alpha o beta gamma interactions.”. J. Biol. Chem. 267 (9): 6272—7. PMID 1556134.
- Yi F, Denker BM, Neer EJ (1991). „Structural and functional studies of cross-linked Go protein subunits.”. J. Biol. Chem. 266 (6): 3900—6. PMID 1899868.
- Tsukamoto T; Toyama R; Itoh H;  . (1991). „Structure of the human gene and two rat cDNAs encoding the alpha chain of GTP-binding regulatory protein Go: two different mRNAs are generated by alternative splicing.”. Proc. Natl. Acad. Sci. U.S.A. 88 (8): 2974—8. PMC 51366 . PMID 1901650. doi:10.1073/pnas.88.8.2974.
- Gabrion J; Brabet P; Nguyen Than Dao B;  . (1990). „Ultrastructural localization of the GTP-binding protein Go in neurons.”. Cell. Signal. 1 (1): 107—23. PMID 2518353. doi:10.1016/0898-6568(89)90025-9.
- Lavu S; Clark J; Swarup R;  . (1988). „Molecular cloning and DNA sequence analysis of the human guanine nucleotide-binding protein Go alpha.”. Biochem. Biophys. Res. Commun. 150 (2): 811—5. PMID 3124840. doi:10.1016/0006-291X(88)90463-9.
- Zumbihl R; Breuiller-Fouché M; Carrette J;  . (1995). „Up-regulation in late pregnancy of both Go1 alpha and Go2 alpha isoforms in human myometrium.”. Eur. J. Pharmacol. 288 (1): 9—15. PMID 7705473.
- Grassie MA, Milligan G (1995). „Analysis of the relative interactions between the alpha 2C10 adrenoceptor and the guanine-nucleotide-binding proteins G(o)1 alpha and Gi 2 alpha following co-expression of these polypeptides in rat 1 fibroblasts.”. Biochem. J. 306 (Pt 2): 525—30. PMC 1136549 . PMID 7887906.
- Wu HC, Lin CT (1994). „Association of heterotrimeric GTP binding regulatory protein (Go) with mitosis.”. Lab. Invest. 71 (2): 175—81. PMID 8078296.
- Nitta K; Uchida K; Kawashima A;  . (1994). „Identification of GTP-binding proteins in human glomeruli.”. Nippon Jinzo Gakkai shi. 36 (1): 9—12. PMID 8107314.
- Georgoussi Z, Carr C, Milligan G (1993). „Direct measurements of in situ interactions of rat brain opioid receptors with the guanine nucleotide-binding protein Go.”. Mol. Pharmacol. 44 (1): 62—9. PMID 8393523.
- Laugwitz KL; Allgeier A; Offermanns S;  . (1996). „The human thyrotropin receptor: a heptahelical receptor capable of stimulating members of all four G protein families.”. Proc. Natl. Acad. Sci. U.S.A. 93 (1): 116—20. PMC 40189 . PMID 8552586. doi:10.1073/pnas.93.1.116.
- Kawano N; Ito T; Kitamura H;  . (1997). „Immunoexpression of the alpha subunit of a guanine nucleotide-binding protein (Go) in pulmonary neuroendocrine cells and neoplasms.”. Pathol. Int. 46 (6): 393—8. PMID 8869990. doi:10.1111/j.1440-1827.1996.tb03629.x.
- De Vries L; Elenko E; Hubler L;  . (1997). „GAIP is membrane-anchored by palmitoylation and interacts with the activated (GTP-bound) form of G alpha i subunits.”. Proc. Natl. Acad. Sci. U.S.A. 93 (26): 15203—8. PMC 26381 . PMID 8986788. doi:10.1073/pnas.93.26.15203.
- Valenzuela D; Han X; Mende U;  . (1997). „G alpha(o) is necessary for muscarinic regulation of Ca2+ channels in mouse heart.”. Proc. Natl. Acad. Sci. U.S.A. 94 (5): 1727—32. PMC 19984 . PMID 9050846. doi:10.1073/pnas.94.5.1727.
- Chen C, Zheng B, Han J, Lin SC (1997). „Characterization of a novel mammalian RGS protein that binds to Galpha proteins and inhibits pheromone signaling in yeast.”. J. Biol. Chem. 272 (13): 8679—85. PMID 9079700. doi:10.1074/jbc.272.13.8679.
- Natochin M, Lipkin VM, Artemyev NO (1997). „Interaction of human retinal RGS with G-protein alpha-subunits.”. FEBS Lett. 411 (2-3): 179—82. PMID 9271201. doi:10.1016/S0014-5793(97)00687-X.
- Busconi L, Denker BM (1998). „Analysis of the N-terminal binding domain of Go alpha.”. Biochem. J. 328 (Pt 1): 23—31. PMC 1218882 . PMID 9359829.